# Майн-д’Агуа (Параиба)
Майн-д’Агуа (порт. Mãe d'Água) — муниципалитет в Бразилии, входит в штат Параиба. Составная часть мезорегиона Сертан штата Параиба. Входит в экономико-статистический микрорегион Патус. Население составляет 3283 человека на 2006 год. Занимает площадь 177,250 км². Плотность населения — 18,5 чел./км².

## Статистика
- Валовой внутренний продукт на 2003 год составляет 7 257 840,00 реалов (данные: Бразильский институт географии и статистики).
- Валовой внутренний продукт на душу населения на 2003 год составляет 1971,17 реалов (данные: Бразильский институт географии и статистики).
- Индекс развития человеческого потенциала на 2000 год составляет 0,580 (данные: Программа развития ООН).